# Facility management
La gestión de inmuebles y servicios (en inglés facility management), es conocido en las empresas como servicios generales (SS. GG.), se encarga de la gestión de los edificios y sus servicios. Los servicios suelen dividirse en mantenimiento y actividades. En el mantenimiento se incluyen tareas como asegurarse de que el aire acondicionado de un edificio funcione de forma eficaz, fiable, segura y legal. En las actividades se encuentran tareas como asegurarse de que se haga la limpieza del edificio de forma regular o el control del trabajo de los contratistas (p. ej. constructores, electricistas).

## Rol
La función del director o gerente de servicios generales (en inglés facility manager) es asegurarse de que todo está disponible y en buen funcionamiento para que los ocupantes de los edificios puedan desempeñar su trabajo. El encargado de la gestión tiene generalmente la máxima responsabilidad en la calidad de vida en una instalación. La gestión puede ser a pequeña escala (p. ej. el servicio de vigilancia de un pequeño edificio independiente) o a gran escala (tal como la operación de Johnson Controls de manufactura de Chrysler), e incluso a escala internacional (p. ej. el servicio global de suministro de una corporativa multinacional). La gestión de inmuebles y servicios de soporte está provista también de gestores de grandes propiedades que actúan en nombre de sus clientes y dueños.

## Definiciones
Una definición facilitada por la Asociación Internacional de Mantenimiento (IFMA) es:
“Una profesión que abarca muchas disciplinas para asegurarse de la funcionalidad y el funcionamiento del entorno del edificio a través de la integración de personas, lugar, proceso y tecnología“.
Otra definición más amplia proveniente de IFMA es:
“La coordinación del lugar de trabajo con la gente y el trabajo mismo de la organización (empresa); integra los principios de la administración empresarial, la arquitectura, la ciencia comportamental y la ingeniería.“
En el Reino Unido y otros países europeos, el mantenimiento tiene una definición más amplia que la simple gestión de edificios y servicios. La definición de FM que da el Comité Europeo de Normalización (CEN) y ratificada por la BSI 'British Standards' es:
“FM es la integración de procesos dentro de una organización (empresa) para mantener y desarrollar los servicios acordados que mejoren y respalden (mantengan) la efectividad de sus actividades primarias”.
En España, la SEFM (Sociedad Española de facility management) define esta disciplina como:
“facility management es un modelo de gestión de los recursos inmobiliarios de las empresas que tiene como objetivo la adecuación permanente de éstos a la organización y equipo humano de las compañías al menor coste posible, mediante la integración de todas las responsabilidades de gestión sobre dichos recursos en la figura del Facility Manager”.
La GEFMA (German facility management Association) define la gestión de instalaciones de la siguiente manera:
“El FM es una disciplina de gestión que cumple los requisitos básicos de las personas en su puesto de trabajo, da soporte a los procesos primarios de las organizaciones y aumenta el retorno de capital mediante el uso económico de servicios e infraestructura dentro del marco de procesos planificados, gestionados y controlados.
El FM profesional incluye el análisis permanente y la optimización de los procesos de alto coste, relacionados con los bienes inmuebles, los servicios y la infraestructura ofrecidos por las organizaciones, excepto el núcleo de negocio”.
En Australia, el término Servicios Comerciales ha reemplazado al de mantenimiento en algunas organizaciones. Servicios comerciales se refiere a otro tipo de servicios además de los de cuidado de las instalaciones, tales como la seguridad, el aparcamiento, servicios de instalación y planes estratégicos.

## La evolución de las aplicaciones de gestión de inmuebles y servicios
La necesidad de mejorar el control sobre los activos y espacios y de gestionar cada vez más información ha hecho necesario que las aplicaciones informáticas utilizadas en el facility management hayan ido evolucionando a la par que el concepto y las tareas que forman parte de la disciplina.
Inicialmente el facility management se centraba casi exclusivamente en la gestión del mantenimiento. Por este motivo no es extraño que los primeros softwares relacionados con la gestión de edificios (Gestión de mantenimiento asistido por computadora) respondieran únicamente a estas necesidades.
A medida que el facility management ha evolucionado y se ha expandido hacia otros conceptos como la explotación de los edificios, la gestión del sustitutivo o el control del ciclo de vida de los activos entre otros, el software destinado a estas tareas, para responder a estas demandas, también evolucionó, dando paso a las aplicaciones de Gestión de infraestructuras asistida por computadora; programas más completos y complejos que además de la gestión del mantenimiento permiten manejar otros elementos como la gestión del ciclo de vida de los activos o la gestión del sustitutivo.
Las tendencias actuales llevan el concepto del facility management más allá, desligándolo del edificio y alcanzando lo que recibe el nombre de gestión de infraestructuras, donde no solo se gestiona el edificio si no todo aquello que está dentro de él, incluso infraestructuras que no forman parte de ningún edificio.
Los distintos conceptos de aplicación en el mundo del facility management pueden trasladarse a múltiples entornos sin que necesariamente se ubiquen en un complejo o edificio. Así encontramos infraestructuras como parques, carreteras, áreas abiertas y un gran número de espacios que pueden requerir una buena gestión de mantenimiento preventivo, operativo, control de la capacidad y todas aquellas unidades susceptibles de ofrecer un servicio.
La evolución de los sistemas de facility management (FM) es la evolución hacia los denominados sistemas de Infrastructure Managemet (IM), abriendo así la capacidad de gestión a toda la variedad de elementos y activos que se puedan disponer.
Ligado al concepto de infraestructura se encuentra el concepto de servicios. Al analizar la tipología de los distintos servicios, se detectan en primer lugar aquellos que nacen de la necesidad propia del activo y su estado. A este respecto, el objetivo es que cada activo se encuentre en su mejor estado con el fin de que el mismo pueda estar en funcionamiento y disponible en condiciones óptimas durante el mayor tiempo posible.
En segundo término, encontramos los servicios vinculados a los usuarios basados en las necesidades que pueden tener las personas que usan una infraestructura. De este modo, un mantenimiento preventivo está originado por la necesidad del activo a ser mantenido mientras que la gestión de incidentes pretende responder a un mal funcionamiento de un activo que en la mayoría de los casos está afectando al usuario.
Esta relación de usuario y servicio es lo que se denomina servicios de usuario, donde el impulsor del mismo no es la infraestructura si no la persona que las usa. En la actualidad, la nueva generación de los sistemas de gestión ya tienen en cuenta los tres conceptos, el de gestión, el de infraestructura y el de servicio, de aquí nacen los ISM (Infrastructure and Services Management), sistemas de información que se preocupan tanto por la gestión de las infraestructuras como de los servicios que en ellas se pueden o deben dar.

## Localización geoespacial en la gestión de inmuebles y servicios
La proliferación de los sistemas de información provoca que las tareas de gestión sean más numerosas tanto a nivel de calidad como cantidad, ya que aparecen soluciones capaces de adaptarse cada vez más a diferentes entornos y realidades.
Cada organización gestiona sus infraestructuras dependiendo de las herramientas disponibles, pero una de las necesidades básicas de los sistemas de facility management e Infrastructure management es el conocimiento detallado de las superficies que están siendo gestionadas.
Para suplir esta necesidad existen un gran número de aplicaciones y plataformas que permiten diseñar los diferentes espacios dependiendo de su superficie y ubicar los activos y localizaciones técnicas que se encuentran en cada uno de ellos.
En el ámbito del facility management o Infraestructure Management, el uso de un sistema de planimetría resulta muy necesario para una correcta gestión. Dependiendo del tipo de infraestructura gestionado puede seleccionarse una amplia variedad de sistemas CAD o GIS. Un sistema CAD es adecuado cuando sean necesarios planos de edificación y elementos estructurales, mientras que GIS es la mejor opción en cuánto a gestión de superficies georeferenciadas. Por ello, los sistemas de información de gestión de infraestructuras o servicios deben tener la capacidad para tratar ambas problemáticas, además de compatibilidad con las distintas soluciones y estándares para cada uno de los dos sistemas: CAD y GIS.
Aun así, una solución compatible con los sistemas CAD y GIS no es la única respuesta para una gestión sobresaliente. Existen otros métodos, que aunque no son tan precisos según el nivel de gestión requerido, son suficientes para la gestión de las infraestructuras. En ocasiones las superficies e infraestructuras no se encuentran trazadas sobre un sistema de planimetría, y el modelo de gestión utilizado tampoco requiere de ello. A veces únicamente con una imagen es posible dar respuesta a unas necesidades concretas.

## Gestión de inmuebles y servicios frente a la gestión de las TI
Tradicionalmente los departamentos tecnológicos de las organizaciones han contado con una gran independencia para gestionar de la manera que consideraban más adecuada los diferentes activos pertenecientes a su división, debido a su complejidad y especialización.
Pero en la actualidad, la alta evolución de los entornos tecnológicos ha permitido poner al mismo nivel los activos de los departamentos tecnológicos poniendo al mismo nivel todos los activos e infraestructuras disponibles. Así, es necesario tanto llevar una de activos simples como mesas, sillas, etc. como disponer de una computadora, una red o un servidor.
Debido a que estos activos deben ofrecer un funcionamiento correcto, y cumplir con una serie de estándares y acuerdos de servicio, su gestión no presenta grandes diferencias con otros activos típicos gestionados mediante el facility management como puede ser el mobiliario u otros elementos físicos de la empresa.
Estas similitudes pueden provocar un choque entre la gestión de las infraestructuras y la gestión de los departamentos tecnológicos. La entidad superior debe ser el gestor del complejo o de las infraestructuras ya que conceptualmente los equipamientos en tecnología no son más que una parte de los componentes que debe gestionar el gestor del edificio.
De forma general, las infraestructuras tecnológicas dependen de las estructuras de los edificios por lo que cualquier intervención efectuada sobre los mismos afectará a la tecnología. Incluso en el diseño de los edificios se definen habitualmente infraestructuras que deben ser mantenidas por el gestor del edificio y que prestan servicio a la tecnología, como es el caso de los sistemas SAI (Sistemas de Alimentación Ininterrumpida), generadores, acometidas o entradas de telecomunicaciones, entre otros.

## El usuario como figura clave
Tradicionalmente el centro de los sistemas de facility management ha sido el activo, como eje alrededor del que giran todos los servicios, de forma que el activo se encuentre disponible y en buen estado.
Este planteamiento ha cambiado en los últimos años, trasladando el foco del facility management desde el activo al usuario. El cambio ha permitido poner a los usuarios del edificio o complejo en el punto de mira, de forma que la finalidad del facility management es contar con unos activos que ofrezcan un servicio adecuado y satisfactorio a los usuarios de los mismos y no tan solo asegurar su buen funcionamiento.
Este cambio de perspectiva es la responsable de la necesidad actual de crear completos catálogos de servicios que permitan a los usuarios disponer de todos los servicios que pueden ser ofrecidos y soportados por la infraestructura. De esta forma se cuenta con una serie de servicios novedosos como la reserva de salas, petición de cáterin, gestión de plazas de aparcamiento, petición de mudanzas y traslados, gestión de llaves, gestión de visitas y un largo etcétera que varía según las posibilidades de cada organización. Debe llevarse también un seguimiento de los costes y los recursos utilizados para cumplir las diferentes peticiones.
Posteriormente es necesario realizar un análisis de la satisfacción de los usuarios con los servicios recibidos. Esto pone de evidencia la necesidad de contar con unos flujos de comunicación fluidos y un sistema que tome mediciones continuas para garantizar la seguridad del servicio y la capacidad de participar en los ciclos de mejora continua.

## Tendencias generales
El facility management es una disciplina que se encuentra desde sus inicios inmersa en multitud de cambios debido al apoyo que ofrece a las organizaciones para facilitar la reducción de costes y el aprovechamiento máximo de los activos y espacios.
La disminución de costes, dentro del entorno del FM, se impulsa a través de la inversión en la mejora de la gestión. Precisamente dentro del sector empresarial, un volumen importante de costes está representado por el uso de los espacios, el mantenimiento de los activos, el consumo de energías y desgaste de las infraestructuras. Así la optimización de todos estos elementos resulta clave en el ciclo de mejora del rendimiento económico.
Los procesos de mantenimiento resultan cada vez más importantes para alargar los ciclos de vida de los activos y evitar fallos e incidencias que ocasionan un alto coste a las organizaciones, tanto por el tiempo de parada del activo como por el coste de reparación, que siempre es más elevado que los costes de mantenimiento.
De esta forma, además de los procesos habituales de mantenimiento preventivo y correctivo se comienzan a desarrollar herramientas que permiten definir planes de mantenimiento operativo (que desarrolla tareas que permiten mantener un activo no solo funcionando, si no en un estado óptimo) o mantenimiento basado en el estado (que inicia los planes de mantenimiento dependiendo del estado de la máquina y no a una periodicidad arbitraria) que permiten alargar los ciclos de vida de los activos, disminuyendo el número y la gravedad de incidencias, y a la larga, reducir los costes derivados de ellos.
Por otra parte cada vez cobra más importancia la correcta gestión de los espacios de trabajo. Un espacio bien aprovechado y distribuido racionalmente permite reducir los costes de ocupación, además de aumentar la satisfacción y productividad de los empleados que disponen de un lugar de trabajo agradable y adaptado a sus necesidades.
El objetivo final es disponer de un escáner real de las infraestructuras de la organización para conocer, actuar y mejorar su estado con el objetivo de lograr un real ahorro de costes.

## Gestión administrativa frente a gestión técnica
El apoyo del mantenimiento administrativo a través de la tecnología de la información se conoce como Computer Aided Facility Management.
El conjunto de recursos de observación y supervisión, sistemas de control y regulación, gestión y optimización de instalaciones/mecanismos en las construcciones dentro del mantenimiento técnico se identifican como Automatización de construcciones. El fin es conseguir procesos funcionales independientes en toda la industria (de manera automática), de acuerdo con los parámetros prefijados o para simplificar su funcionamiento y seguimiento. Todos los sensores, actores, elementos de control, usuarios y otros recursos técnicos del edificio están conectados en una red de trabajo. El volumen de trabajo se puede resumir en guiones. El rasgo característico es la estructura descentralizada de las unidades de control (DDC) así como la red de trabajo integrada a través de bus (normalmente EIB/KNX o iluminación DALI)
El cambio a la gestión técnica ha sido rápido en algunos sectores, aunque todavía continúan existiendo un gran número de industrias que utilizan un acercamiento administrativo para la gestión de sus activos.
Industrias donde prima principalmente estructuras lineales y se apoyan en los procesos se encuentran más inclinadas a implementar sistemas técnicos ya que el funcionamiento de estos sistemas puede ser soportado por una estructura organizativa jerárquica.
Empresas e industrias que no cuentan con una formación lineal muestran un mayor retraso en la adaptación de la gestión técnica, debido a la creencia general de que el sistema no puede ser implementado y mantenido de forma efectiva. Organizaciones como oficinas comerciales o venta al menor presentan unos mayores retos a la hora de implantar y mantener este tipo de sistemas técnicos porque presentan una elevada diversidad de propietarios, brokers, gerentes y empleados, con diferentes intereses y prioridades.
Las últimas investigaciones muestran un aumento considerable del uso de la gestión técnica, gracias a los resultados que demuestran el enorme ahorro de costes mediante este tipo de aproximación. Además, los proveedores de gestión técnica que son capaces de compaginar los procesos de la organización, su área de acción y ofrecer un amplio soporte al mantenimiento durante la vida de los activos permiten lograr una reducción del número de proyectos finalizados prematuramente así como de activos y sistemas infrautilizados.
Los sistemas de gestión pueden incluir:
- Certificados de seguros
- Seguimiento de incidentes
- Gestión de Proyectos
- Mantenimiento preventivo
- Comunicación masiva y automatizada
- Acceso de visitantes
- Seguridad
- Seguridad contra incendios
- Contabilidad

## Gestión de instalaciones en España
La responsabilidad del mantenimiento de un edificio o construcción en España suele estar encomendado a una empresa especializada en servicios generales. Es decir, la subcontratación es un contrato que una empresa hace a otra para que realice determinados servicios, asignados originalmente a la primera. La empresa externa que resulta subcontratada gestiona o ejecuta de forma diaria una función empresarial específica. La subcontratación implica un alto nivel de confianza, coordinación y de intercambio bidireccional.
La subcontratación, o externalización de tareas, se puede hacer de dos maneras: la empresa puede contratar solamente al personal, de tal forma que el cliente aportará los recursos tales como las instalaciones, el material físico y el material intangible (información, conceptos, ideas); o bien la empresa puede optar por contratar al personal y a los recursos. Entre otras cosas.

## Cálculo de ROI
Recientemente, se ha realizado un estudio que, basado en un caso hipotético, puede ayudar a justificar la necesidad y ventajas de llevar a cabo un proyecto integral de gestión de instalaciones (FM).[cita requerida] Por un lado, se parte de una serie de datos de la organización objeto de la hipótesis:
- Número de puestos de trabajo (PT) administrativos: 40 000
- Localización inmuebles: 80 % en Madrid y 20 % en diferentes zonas de España, con un precio por metro cuadrado inferior
- Régimen de ocupación: alquiler

Por otro lado, se parte de un precio mensual medio por metro cuadrado estimado de zona media-alta de Madrid en régimen de alquiler de 27 €/m² (según datos extraídos de un estudio de Aguirre Newman) y de un precio mensual medio estimado del resto de España en régimen de alquiler de 15 €/m².
Teniendo en cuenta esto, y con la hipótesis de que un 80% de los inmuebles gestionados por la Organización en cuestión se encuentren en Madrid y un 20% en el resto de España, el precio mensual medio es de 24,6 €/m².
Por otro lado, contemplamos un ratio medio de ocupación por Puesto de Trabajo de unos 22 m² de área útil, equivalente a unos 31,4 m² de área alquilable, aproximadamente un 30% más, teniendo en cuenta los resultados del Benchmarking de la SEFM (Sociedad Española de facility management). Siguiendo con los datos extraídos del Benchmarking de la SEFM, la superficie media en m² dedicada a un PT es de 18,9 m² de área alquilable y 14,50 m² de área útil.
Con todos los datos anteriores, calculamos que nuestra Organización objeto de la hipótesis debe gestionar un total 1.256.000 m² de área alquilable (880.000 m² área útil), sólo en puestos administrativos (asumiendo de 40.000 PT x 22 m² útiles/ 31,4 m² alquilables de media por PT). De este modo, el coste total estimado del alquiler sería:
- Nº de puestos de trabajo (PT) administrativos estimados= 40.000 PT's
- M² totales de área alquilable= 1.256.000 m²
- €/m² mes (promedio)= 24,6 €/m²
- €/m² año (promedio)= 295,2 €/m²
- COSTE TOTAL ALQUILER/ AÑO= 370.771.200 €/AÑO ALQUILER

A este importe total de alquiler sumamos el gasto correspondiente a los gastos de explotación. A continuación, detallamos los promedios de los principales gastos de explotación anuales de una organización media española, extraídos del Benchmarking de SEFM (Sociedad Española de facility management) de 2005, con el correspondiente incremento de IPC, de acuerdo al cálculo del INE (Instituto Nacional de Estadísticao bien se pone el enlace al benchmarking, o bien se pone al enlace al estudio para poder mirar la cita alli[cita requerida]):
- Coste promedio MANTENIMIENTO= 39,2 €/m² área alquilable
- Coste promedio LIMPIEZA= 27,7 €/m² área alquilable
- Coste promedio SUMINISTROS= 27,6 €/m² área alquilable
- Coste promedio VIGILANCIA= 41,6 €/m² área alquilable
- Coste promedio GASTOS COMUNES EDIFICIO= 66 €/m² área alquilable
- TOTAL PROMEDIO GASTOS DE EXPLOTACIÓN DE UNA ORGANIZACIÓN MEDIA= 202 €/M² ÁREA ALQUILABLE

De este modo, el detalle del coste total estimado por año será:
- Gasto anual Alquiler medio estimado/m²= 295,2 €/m² anuales
- Gasto anual Explotación medio estimado/m²= 202,0 €/m² anuales
- Total Gasto anual medio estimados/m²= 497,2 €/m² anuales
- Promedio m² estimados/PT= 31,4 m²/PT
- Total coste medio anual estimado/PT= 15.612 €/PT anuales
- Nº total estimado de empleados (PT)= 40.000 PT
- COSTE TOTAL ESTIMADO POR AÑO= 624.480.000 €

Partiendo de los datos anteriores y teniendo en cuenta que, desde experiencias de proyectos de Facility management, existe un porcentaje de ahorro de entre el 5% y el 20%, como resultado de llevar a cabo una adecuada gestión de facility management por parte de las Organizaciones, podríamos establecer la siguiente estimación (partiendo de una media del 12,5% de ahorro):
- Ahorro anual= 78.060.000 €
- Ahorro en 5 años= 390.300.000 €

A la vista de los datos resultantes de esta hipótesis, nos hacemos una idea aproximada del ROI que se desprende de un proyecto integral de facility management.
Pero para que esto funcione, es imprescindible que el proyecto de facility management incorpore las adecuadas políticas y herramientas que nos permitan llevar a cabo una optimización global de nuestros recursos, inmuebles y patrimonio, de acuerdo a nuestras necesidades particulares y a nuestra realidad actual y que, además, nos ofrezca la información necesaria para tomar las decisiones oportunas en cada momento.